# Patricia Jordane
Patricia Jordane Alves Rodrigues, mais conhecida como Patricia Jordane, (Belo Horizonte, 31 de janeiro de 1993) é uma modelo brasileira.

## Biografia
Natural da cidade mineira de Belo Horizonte, Patricia Jordane ganhou destaque na mídia de celebridades ao ser capa da revista masculina Playboy em junho de 2014. Em entrevista para a publicação, Patricia envolveu-se em uma polêmica com o jogador de futebol  brasileiro Neymar. Ele afirmou para a revista de que em 2013 teve um affair com o esportista, que negou a declaração e exigiu na justiça que a Playboy da modelo fosse tirada de circulação por envolver seu nome. A revista revogou da decisão judicial e retomou as vendas, ultrapassando as metas de venda de edição.
Em sua terra natal, Patricia Jordane iniciou sua carreira posando em ensaios fotográficos para diversas campanhas publicitárias, como na Feira de Malhas, Couros e Variedades (Fenacouro). No ano de 2012, decidiu mudar-se para o Rio de Janeiro a fim de estudar teatro na Oficina de Formação Teatral Casa das Artes Laranjeiras (CAL). Em maio de 2014, participou de um ensaio sensual para o site Paparazzo. No mesmo ano, foi eleita Musa da Copa e foi considerada a brasileira com mais capas e ensaios da revista Playboy no mundo. Seu ensaio nu foi publicado no Brasil, Argentina, México, Polônia, Sérvia e Venezuela. Patricia Jordane também foi playmate na África do Sul e participou do videoclipe "No meio da mulherada", da dupla Marques & Garcia. Atualmente, a Patricia Jordane estuda odontologia.